# Compaq
Compaq var et IT-firma der producerede computere og anden IT-relateret hardware.
Compaq blev i 2002 opkøbt af HP.
- Wikimedia Commons har flere filer relateret til Compaq

| Firma | Spire Denne artikel om et firma eller en virksomhed i USA er en spire som bør udbygges. Du er velkommen til at hjælpe Wikipedia ved at udvide den. |